# Selters (Taunus)
Selters (Taunus) è un comune tedesco di 8 092 abitanti situato nel land dell'Assia.

## Economia
L'acqua di Seltz (in tedesco Selterswasser) prende il nome dalla città.